# Seat Exeo
SEAT Exeo, mellanklassbil från spanska biltillverkaren SEAT, som ingår i Volkswagen AG. Modellen, som är märkets största modell, premiärvisades på bilmässan i Paris 2008 och bygger på Audi A4 (generation B7). När Audi A4 ersattes med en nyare generation flyttades produktionslinan från Audi-fabriken i Ingolstadt till SEAT-fabriken i Martorell.
2009 presenterades även en kombiversion, Exeo ST. Tillverkningen av Exeo slutade under 2013 utan någon direkt ersättare, även om Leon var den modell som var närmast i storlek.